# Xyphon triguttata
Xyphon triguttata är en insektsart som först beskrevs av Nottingham 1932.  Xyphon triguttata ingår i släktet Xyphon och familjen dvärgstritar. Inga underarter finns listade i Catalogue of Life.